# TV Anhanguera Luziânia
TV Anhanguera Luziânia é uma emissora de televisão brasileira sediada em Luziânia, cidade do estado de Goiás. Opera no canal 22 (16 UHF digital) e é afiliada à TV Globo. Pertence à Rede Anhanguera, uma das redes de transmissão regionais da Rede Anhanguera em Goiás, que tem a central localizada em Goiânia.

## História
Foi inaugurada em 1995, sendo a quarta emissora de televisão da Grupo Jaime Câmara no interior de Goiás. Antes de sua operação, o sinal da Globo era de responsabilidade da TV Globo Brasília. Sua área de cobertura abrange o Entorno do Distrito Federal.
O sinal digital, através do canal 16 UHF, foi inaugurado no dia 2 de agosto de 2010, em uma solenidade na sede da OJC em Palmas. No mesmo evento, o grupo inaugurou os sinais digitais das TVs Anhanguera da capital do Tocantins e de Anápolis.
No dia 24 de outubro de 2012, a Rede Anhanguera lançou a nova logomarca, com traços semelhantes aos da TV Globo. Na ocasião, todas as emissoras da rede no interior de Goiás seguiram o exemplo das emissoras tocantinenses (Araguaína, Gurupi e Palmas) e da emissora da capital Goiânia, passando a adotar o nome TV Anhanguera.

## Sinal digital
| Canal virtual | Canal digital | Proporção de tela | Programação                                             |
| ------------- | ------------- | ----------------- | ------------------------------------------------------- |
| 22.1          | 16 UHF        | 1080i             | Programação principal da TV Anhanguera Luziânia / Globo |

Transição para o sinal digital
Com base no decreto federal de transição das emissoras de TV brasileiras do sinal analógico para o digital, a TV Anhanguera Luziânia, bem como as outras emissoras do Entorno do Distrito Federal, cessou suas transmissões pelo canal 22 UHF em 26 de outubro de 2016, seguindo o cronograma oficial da ANATEL.

## Ligações Externas
- «Sítio oficial»
- «G1 Goiás». (notícias)
- «GE Goiás». (esportes)
- Atlas de cobertura - TV Anhanguera Luziânia